# Nintendo DSi

De Nintendo DSi gesloten

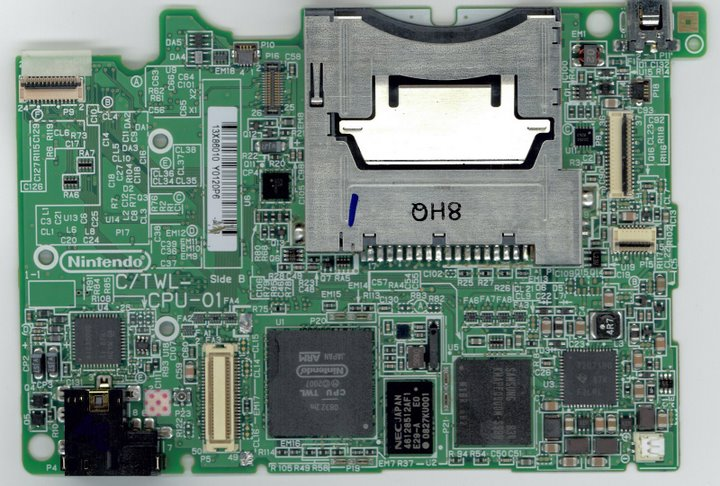
De binnenkant van de Nintendo DSi

De Nintendo DSi is een vernieuwde versie van Nintendo's draagbare spelcomputer Nintendo DS. De DSi is een versie van de Nintendo DS met meer opties, waaronder een camera. Het is de opvolger van de Nintendo DS Lite. De Nintendo DSi is op 5 maart 2010 opgevolgd door de Nintendo DSi XL.
De Nintendo DSi is onthuld op 2 oktober 2008, tijdens een persconferentie van Nintendo.

## Wijzigingen Nintendo DSi ten opzichte van de Nintendo DS Lite
- Twee camera's: één aan de binnenkant en één aan de buitenkant, beide 0,3 megapixel.[1]
- Het programma Nintendo DSi Camera om foto's mee te maken en te bewerken.
- Een SD-kaart opening
- Een mogelijkheid om op het internet (via WFC) spullen te kopen onder de noemer DSiWare (vergelijkbaar met WiiWare) met Nintendo Points (een nieuwe naam voor Wii Points)
- Verbeterde geluidskwaliteit
- Vernieuwd hoofdmenu
- 12% dunner dan de DS Lite
- Het GBA-slot is weggelaten
- Ondersteuning voor WEP, WPA (Wi-Fi Protected Access) of WPA2 als beveiliging bij draadloze netwerken. (WPA en WPA2 kunnen alleen gebruikt worden bij DSi-software, de spellen die voor alle drie de DS-soorten zijn ondersteunen dit niet.)
- Kortere batterijduur, 14 uur met de DSi in plaats van 19 uur met de DS Lite
- 17% grotere schermen dan de DS Lite
- Een ingebouwde muziekspeler, die alleen werkt met de bestandstypes m4a, AAC en MP4, waarmee men ook kan opnemen via de ingebouwde microfoon
- Nintendo DSi Browser: Een downloadbare webbrowser (Opera)
- Een ingebouwd spel: Flipnote Studio (exclusief voor DSi), een tekenprogramma waarmee eigen tekenfilmpjes gemaakt kan worden.
- Huidige flashkaarten zijn niet meer bruikbaar met firmware 1.4. De kaartjes die voorheen werkten met de Nintendo DSi, werken met firmware versie 1.4 niet meer. Er schijnen nog kaarten te zijn die zeggen dat ze nog werken.[2][3]
- 4x zoveel werkgeheugen, namelijk 16 MB.
- 256 MB intern flashgeheugen.
- De hoofdprocessor is 33 MHz sneller, namelijk 133 MHz.

### GameBoyAdvance-slot
De twee eerdere versies van de Nintendo DS bevatten een GBA-slot. In deze derde versie van de Nintendo DS is dit slot weggelaten. Het is hierdoor niet mogelijk om spellen te spelen die het GBA-slot vereisen. Het gaat hierbij bijvoorbeeld om Guitar Hero: On Tour. Pokémon Ruby, Sapphire en Emerald, de Pokémon-spellen kunnen gewoon gespeeld worden zonder GBA-slot, maar het ontbreken van het GBA-slot beperkt wel de Pokémon die de speler kan krijgen in deze drie spellen. 
Guitar Hero spelen is niet mogelijk op de DSi, Band Hero overigens wel (drums worden bestuurd met de pijltjes omhoog, omlaag, en de X en A knoppen, voor zingen is alleen de microfoon nodig).

## Nintendo DSi XL
Op 5 maart 2010 is de Nintendo DSi XL uitgekomen, deze heeft grotere schermen dan de normale DSi.